# بانه
بانه هي مدينة في محافظة غرب إيران. هذه المدينة هي إحدى المدن الحدودية بين العراق وإيران.
يبلغ عدد سكانها 69,635 حسب احصاء عام 2006 م.

## أعلام
- مجيد كاويان
- مصطفى أحمدي
- باهمان غوبادي